# MPEG-5
MPEG-5 – standard kodowania plików wideo według specyfikacji Moving Picture Experts Group, sfinalizowany w październiku 2020. Jest wspierany przez takie marki elektroniki, jak Samsung, Huawei i Qualcomm.
Podobnie jak MPEG-4, standard podzielony jest na parę części (parts w angielskim), który specyfikuje właściwy typ kodowania. MPEG-5 Part 1 plasuje się jako konkurent do AV1 (wspieranego przez między innymi: Amazon, Facebook, Google) i do H.266/VVC.
Projekt rozpoczął się w 2018 wraz z przetargiem zrealizowanym w październiku.